# Вилко Филач
Вилко Филач (Птуј, 14. фебруар 1950 — Љубљана, 25. новембар 2008) је био словеначки филмски сниматељ.
Рођен је у Птују 14. фебруара 1950. године. Био је „прашки ђак”, дипломирао је 1977. на Филмској академији, ФАМУ-у у Прагу на којој су студирали Тино Перко, Горан Марковић, Лордан Зафрановић, Емир Кустурица, сарађивао са Карпом Годином, Францом Слаком, Францом Штиглицем, младим Стефаном Арсенијевићем.
Био је директор фотографије у свим вишеструко награђиваним Кустуричиним филмовима, почевши од првенца Сјећаш ли се Доли Бел (1981), затим Отац на службеном путу (1985), Дом за вешање (1988), Arizona Dream (1993) и Подземље (1995). Последњих 15 година највише је снимао у иностранству, али је и предавао на љубљанској Академији за филм.